# 이봉모
이봉모(李奉模, 1930년 2월 17일~2016년 2월 20일)는 대한민국의 정치인이다. 강원도 제11·12대 국회의원을 지냈다.

## 역대 선거 결과
|  | 28.08% |

|  | 23.29% |

|  | 29.39% |

1. ↑  34세손.